# Золотий динар

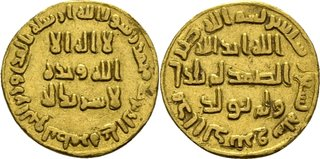
Золотий динар Омеядського халіфату Абд аль-Малік ібн Марвана 697—698 рр. н. е.)

Золотий динар (араб. ﺩﻳﻨﺎﺭ ذهبي) — ісламська середньовічна золота монета, вперше випущена халіфом Абдом аль-Маліком ібн Марваном 696—697 рр. н. е.. Вага динара — 1 міткал (4,25 грама).
Слово динар походить від латинського слова denarius, що було назвою стандарту римської срібної монети. Назву «динар» також мали золоті монети Сасанідів, Кушанської імперії та Кідаритів.
Перші динари були випущені Омеядським халіфатом, та поширені їх наступниками від ісламської Іспанії до Середньої Азії.
Золотий динар Омейядів 723 року є надзвичайно рідкісною монетою. До 2024 року лишилося приблизно 10 монет цього зразка, її оцінюють у $6 млн.